# Bitwa pod Kluzjum
Bitwa pod Kluzjum – starcie zbrojne, które miało miejsce w roku 82 p.n.e. w tak zwanej I wojnie domowej w republikańskim Rzymie (83–82 p.n.e.).
Krótko po zajęciu Rzymu, Korneliusz Sulla wyruszył z wojskiem do Etrurii przeciwko siłom Gnejusza Papiriusza Karbona. W stoczonych tu dwóch bitwach: pod Glanis i pod Saturniną zwycięstwo przypadło wojskom Sulli. Do większej bitwy pomiędzy Sullą a Karbonem doszło pod Kluzjum. Starcie trwało cały dzień a przerwała ją dopiero zapadająca noc. Pomimo zaciętych ataków Sulli, bitwa zakończyła się wynikiem nierozstrzygniętym.